# Météorite de Khatyrka
La météorite de Khatyrka est une météorite pierreuse retrouvée en 2011 dans l'est de la Sibérie. Connue seulement par dix très petits fragments (moins de 0,1 g au total), elle est importante car elle constitue le premier et le seul site connu (en 2019) où l'on a observé des quasi-cristaux d'origine non-anthropique.

## Découverte
Les trois premiers fragments de la météorite ont été collectés en 1979 par une expédition partie prospecter des gisements de platine aux abords du fleuve Chatyrka (de). Ces fragments sont finalement obtenus par l'université de Florence, leur nature météoritique n'est pas identifiée jusqu'en 2011. Cette année-là une seconde expédition est envoyée sur place et prélève 1,5 t d'argile et parvient à en extraire sept fragments supplémentaires.

## Observation de quasi-cristaux
Les trois premiers fragments connus suscitent un regain d'intérêt en 2009 lorsqu'au terme d'une décennie de recherche systématique infructueuse, Paul Steinhardt y décèle les premiers spécimens de quasi-cristaux d'origine naturelle, de l'icosahédrite,. Des travaux montrent alors que les échantillons sont d'origine extraterrestre. À la suite de cela est organisée la seconde expédition en Sibérie qui ramène sept autres fragments, et dans lesquels sont détectés des quasi-cristaux présentant une symétrie décagonale. En 2019, ce sont encore les seuls quasi-cristaux à avoir été observés dans la nature.

## Minéralogie

### Premières descriptions
En plus des quasi-cristaux d'icosahédrite et de décagonite, la météorite de Khartyka a offert les premiers échantillons décrits de cupalite (en), de khatyrkite (en), de steinhardtite, d'hollistérite, de stolperite, de kryachkoite et de proxidécagonite.

### Autres minéraux présents
Une autre des particularités de la météorite est de présenter des alliages de cuivre et d'aluminium alors que ces éléments ont habituellement des affinités très différentes. On y trouve aussi de l'aluminium natif.